# Club Atlético Platense
El Club Atlético Platense es un club deportivo argentino. Tiene sedes sociales y deportivas tanto en Florida, partido de Vicente López –justo en el límite con la Ciudad Autónoma de Buenos Aires– como en el barrio de Saavedra, en la Comuna 12 de la Ciudad Autónoma de Buenos Aires. Fue fundado el 25 de mayo de 1905 en la Ciudad Autónoma de Buenos Aires. Sus actividades más destacadas son el fútbol masculino y el básquet.
Es uno de los miembros fundadores del profesionalismo y actualmente se desempeña en la Primera División de Argentina, tras lograr el ascenso el 31 de enero del 2021, luego de pasar 22 años en categorías de ascenso.
Es dueño del estadio Ciudad de Vicente López, donde juega de local desde su inauguración en 1979. El mismo está ubicado sobre la colectora norte de la avenida General Paz y se encuentra en una zona estratégica, con múltiples accesos.
En fútbol, lleva jugadas 79 temporadas en Primera División, 61 de ellas en el profesionalismo, por lo que ocupa el decimoquinto lugar de la tabla histórica de puntos totales obtenidos en esa categoría, con casi 2600 partidos disputados.
El 1° de junio de 2025, logró el mayor hito de su historia al coronarse campeón del Torneo Apertura 2025 de la Liga Profesional de Fútbol Argentino, incorporándose a la lista de campeones de la Primera División de Argentina. Asimismo, obtuvo el derecho de participar por primera vez en su historia en la Copa Libertadores, siendo la primera competencia internacional oficial del club.
El club también tiene un equipo de básquet que participa de la Liga Nacional de Básquet, máxima categoría. Otras actividades del club son: danzas, gimnasia artística, balonmano, hockey, patín, hockey sobre patines y taekwondo. Posee también canchas de tenis, piletas de natación, gimnasio y biblioteca.

## Historia

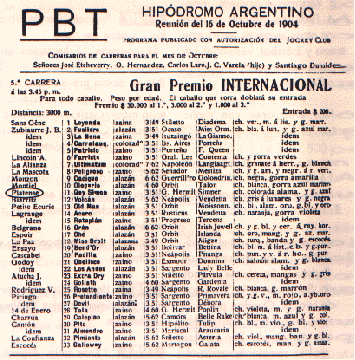
Boleta del hipódromo con el stud Platense.

### Fundación
El Club Atlético Platense fue fundado el 25 de mayo de 1905, en el barrio porteño de Recoleta por un grupo de jóvenes. La intención de estos jóvenes era fundar un club de fútbol, objetivo que consiguieron al obtener el dinero necesario cuando el caballo Gay Simón, del stud Platense, al que los jóvenes habían apostado, ganó una carrera en el Hipódromo Nacional, una pista que desapareció pocos años después. El nombre del club fue elegido en honor al stud del caballo ganador. Los colores elegidos para la camiseta del equipo fueron el rojo y el negro que llevaba el jinete. Poco tiempo después fueron cambiados por el blanco y el marrón, en honor a los colores del stud propietario del equino. La primera comisión directiva estuvo integrada por José Viviani (presidente), los hermanos César, Julio y José Pianaroli, Carlos Garbagnati, Santos Aliverti, José Roggerone, Roque Jaureguiberry, Leopoldo Lacoste y Antonio Meraggia. La sede social del club en ese momento se ubicaba en la calle Callao 2058, domicilio de Garbagnati, aunque también solían reunirse en la carbonería de la familia Aliverti, situada en Posadas 1515. En 1907 un grupo de socios, entre los que destacan los hermanos Pianaroli, se separó del club para fundar el Kimberley Athletic Club sito en el límite entre los barrios de Villa del Parque y Villa Devoto. Un año más tarde surgiría el apodo de «Los Calamares», probablemente por el color distintivo del club.

### Primeros años
El equipo empezó a disputar sus primeros partidos y hacía de local en la Plaza Japonesa (actual Parque Thays). Tras los buenos resultados, el club decidió anotarse en torneos de ligas independiente: fue campeón de la Liga Central y de la Copa Wellington y subcampeón de la Liga Eureka y la Sportiva Nacional. Durante 1908, Platense se mudó a Blandengues (actual Avenida del Libertador) y Manuela Pedraza, en el barrio de Núñez, terreno que Platense usaría hasta 1917. Ese año inauguró el tradicional estadio de Manuela Pedraza y Cramer, también en Núñez, aunque cerca del límite con el barrio de Saavedra.

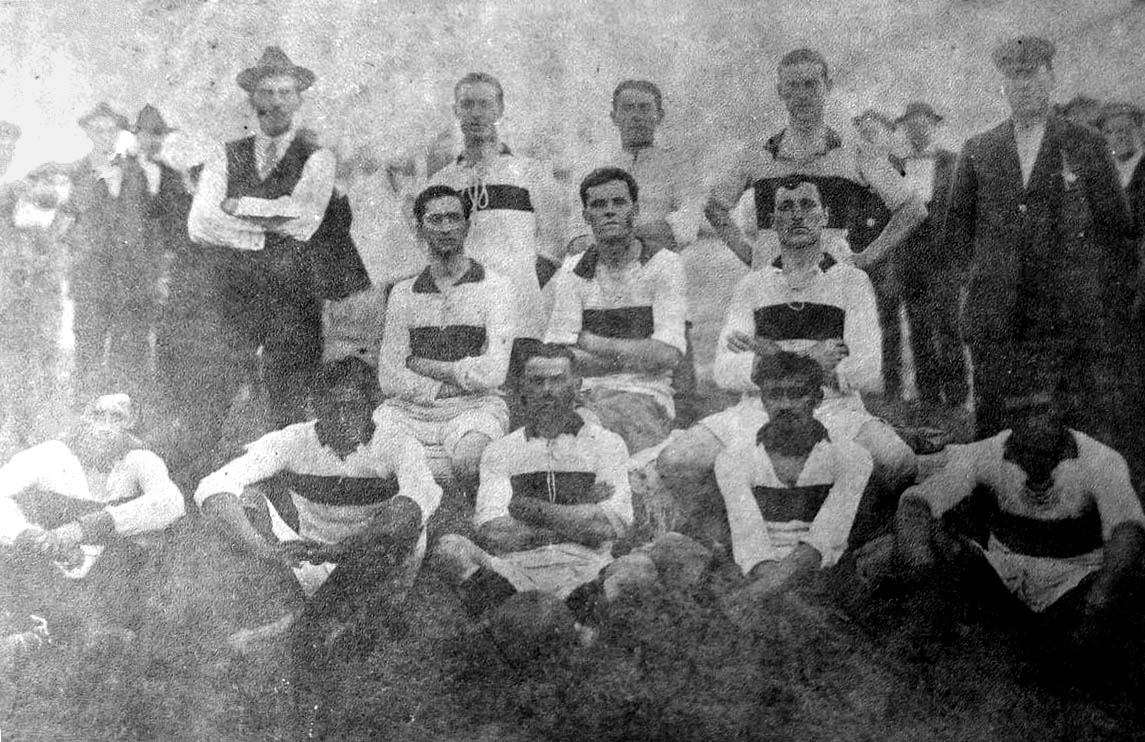
Primera foto de un equipo Calamar, tomada el 27 de octubre de 1912. Ese día golearía 4-0 a Estudiantil Porteño.

### Era amateur
En 1910, el Club Atlético Platense comenzó a participar de los torneos oficiales jugando en la Segunda División. El debut en un torneo oficial se produce por la Copa Bullrich, venciendo 1-0. En 1912, Platense fue subcampeón de Ferro Carril Oeste y por delante de Boca Juniors, tercero. Junto a otros cinco equipos, fue ascendido para jugar en la Primera División porque la Asociación Argentina de Fútbol quería ampliar la máxima categoría en 1913.
El debut en Primera de Platense se da con una derrota por 1-0 ante San Isidro, mientras que el primer triunfo calamar llegaría la fecha siguiente, goleando por 7-0 a Riachuelo. En 1916, Platense fue subcampeón, detrás de Racing Club, al que le propinó su única derrota en el torneo al vencerlo por 1-0.
En la década 1920-1930, ocupó tres veces el tercer puesto (1924-1926) y brindó varios jugadores al seleccionado argentino, siendo Alberto Felisari el primero de ellos. La delantera formada por Jorge León, Ricardo Cracco, Antonio Duarte, Julio Bissio y Manuel Pardal quedó en el recuerdo.
En la Primera División amateur (1891-1934), Platense se ubica en el puesto octavo de la clasificación histórica, participando entre 1913 y 1930.

### Era profesional
Platense dejó de participar en la primera amateur, para sumarse al profesionalismo en su inicio en 1931, en el campeonato de dicho año obtuvo el puesto 13º. En 1934, fue uno de los clubes fundadores de la Asociación del Fútbol Argentino.

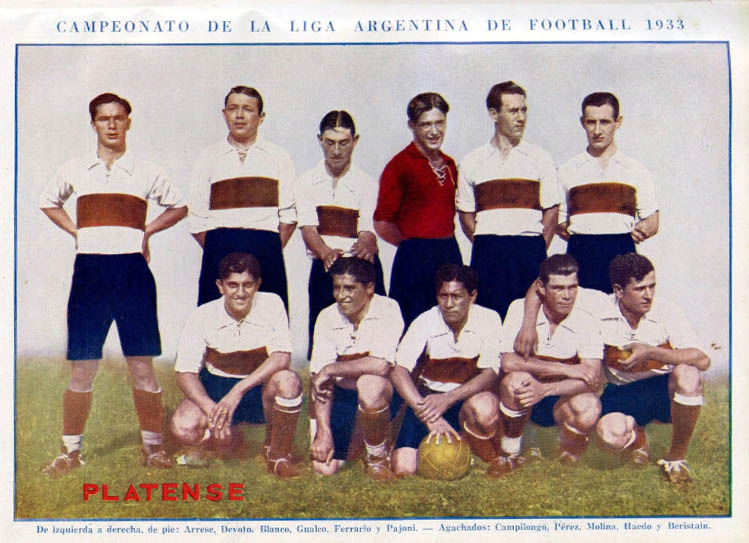
Equipo de Platense en 1933.

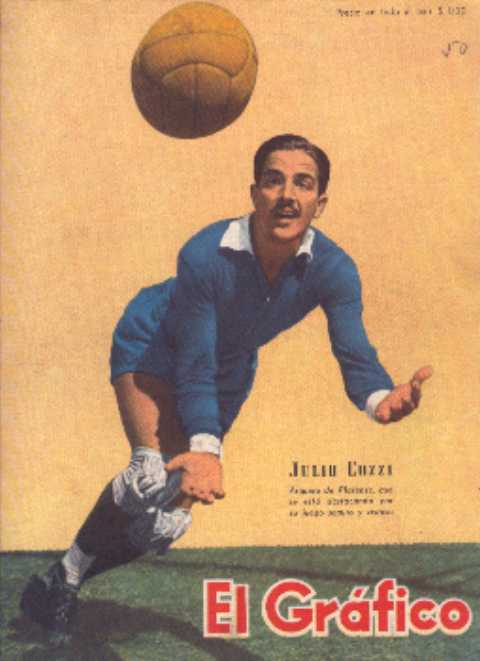
Julio Cozzi, arquero surgido de Platense, jugaba en el Club y en el equipo argentino campeón de la Copa América de 1947.

En 1949 alcanzó su primer subcampeonato profesional, compartido con River Plate. Sin embargo, tras dos partidos de desempate, River quedó como único subcampeón.
El verano de 1951 fue muy importante ya que realizó una verdadera hazaña. Antes de comenzar el campeonato de Primera de dicho año, Platense se encontraba de gira por Europa, en donde era invierno, más precisamente en Italia y Suiza. Había perdido todos los partidos jugados hasta que le tocó enfrentar al A. C. Milan, el vigente campeón italiano en ese momento que contaba con una racha de 2 años de invicto como local. Jugaron titulares contra titulares. El marcador del partido que se jugó en el mismísimo Estadio Giuseppe Meazza acabó 3-2 en favor de los de Buenos Aires. Los goles calamares fueron anotados por Federico Geronis en dos ocasiones, y por el cordobés Cuello, mientras que ambos goles del local fueron anotados por el sueco Nordalh, los italianos contaban con tres jugadores de Suecia en sus filas por entonces. Así es como Platense conquistó una de las mayores hazañas de su historia, nada menos que ganarle al AC Milan en sus tierras.
Unos años más tarde, en 1955 el club sufrió el primer descenso en su historia a la Primera B, por entonces segunda división. Para entonces, todos los equipos que estuvieron en la Primera División, con excepción de los «5 grandes», Huracán y Newell's Old Boys, ya habían descendido alguna vez.
En 1961, Ángel Labruna, máximo goleador de la historia del fútbol argentino, vistió la blanca y marrón, disputando dos partidos oficiales.
En 1957 y 1962 fue subcampeón de la Primera B. Sin embargo esto no le alcanzó para volver a primera (ascendía un solo club), logro que sí conseguiría dos años más tarde. En 1964 llegaría el ansiado ascenso. Cinco equipos debieron disputar un pentagonal de desempate por el segundo ascenso. Además de Platense, éstos eran Almagro, Nueva Chicago, Deportivo Español y All Boys. Platense y All Boys llegaron a la última fecha siendo los únicos equipos con chances de ascender, y debiendo enfrentarse entre sí, con un punto de ventaja para el equipo de Floresta, que se favorecía con el empate. El partido se jugó en la cancha de San Lorenzo (viejo Gasómetro) ante unas casi 60 000 personas y Platense se impuso por 2-1, gracias a una extraordinaria actuación del arquero Enrique Topini, el jugador con mayor cantidad de partidos disputados en la historia del club.

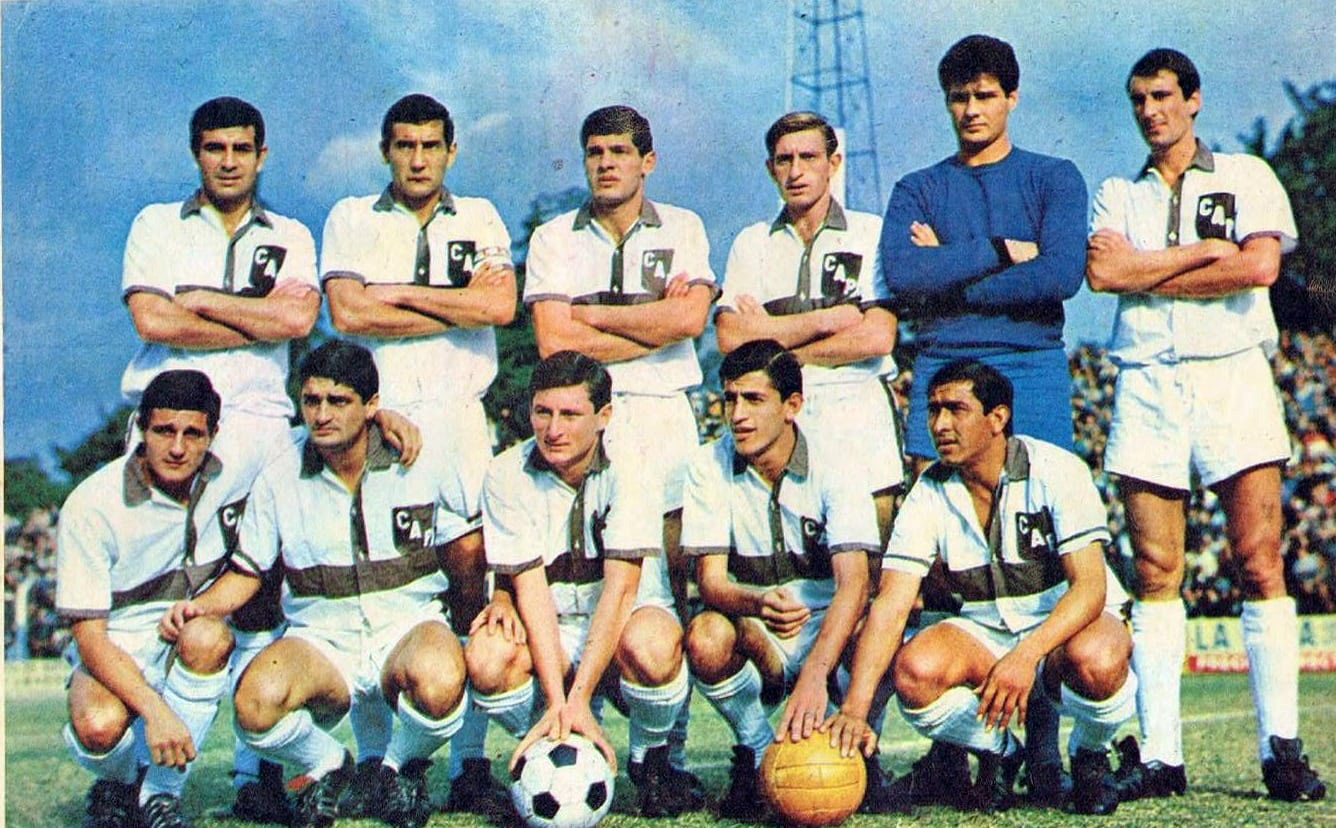
Platense en 1967.

En el Metropolitano 1967, el Calamar, comandado por Labruna como DT alcanzó las semifinales (tras imponerse en su grupo) siendo derrotado 4-3 por Estudiantes de La Plata luego de estar en ventaja por 3-1 y jugando con un hombre de más. Un nuevo descenso llegó en 1971, un mal año para el Calamar, ya que además de esto, fue desalojado de su tradicional estadio ubicado en la intersección de las calles Manuela Pedraza y Cramer, en el barrio de Núñez. El último partido jugado en ese estadio fue contra Newell's Old Boys el día 26 de septiembre de dicho año, terminando el partido con una victoria de Platense. Sin embargo en el torneo de Primera B 1976 logró el ascenso luego ganar un torneo hexagonal que disputaban los seis equipos mejor ubicados luego de finalizar la primera rueda. Al conseguir el ascenso en la primera mitad del año,  compite en el Campeonato Nacional de 1976 de Primera División, siendo al momento el único club que compitió en 2 categorías en una misma temporada.

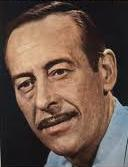
Roberto Polaco Goyeneche, tanguero argentino y reconocido hincha calamar. La Popular Local del Estadio Ciudad de Vicente López fue nombrada en su honor.

En 1977, ya participando en el campeonato regular, le tocó jugar una final por la permanencia contra Lanús, un lluvioso 16 de noviembre. El partido terminó empatado 0 a 0 y se dirigieron a los penales, registrándose uno de los mayores dramatismos en la historia del fútbol argentino. Se ejecutó un total de 22 penales, hasta que finalmente Miguelucci, arquero calamar, le contuvo el disparo a Cárdenas, condenando a los granates a la B. Como dato extra, en Platense ejecutó en 2 oportunidades el defensor Miguel Arturo Juárez sin que haya pateado el arquero Miguelucci; sin embargo, el árbitro no notó esta irregularidad. En  consecuencia, Lanús llevó a la AFA a la justicia, en un juicio que duró 4 años hasta que el fallo respaldó al granate, a quien la AFA le ofreció volver a Primera o una compensación económica en su lugar, eligiendo la segunda.
En 1978, Platense hizo una campaña muy pobre; antes de comenzar la anteúltima fecha Platense cosechaba 26 puntos contra 29 de Banfield (que tenía un partido más). Al calamar le tocaba enfrentar a Banfield y luego a Chacarita, obligado a pasar al club del sur para no descender, y así lo hizo, pero no sin antes sufri. En el partido contra dicho equipo comenzó ganando 2-0, pero el taladro se puso 1-2 gracias a un error grosero del arquero calamar, y faltando 5 minutos tuvo a su disposición un penal: todo era alegría para Banfield y tristeza para el Marrón. Pero el arquero Del Prete, por milagro, aunque no adivinó dónde patearía el delantero la pena máxima, consiguió desviarla con los pies, haciendo que Platense gane 2-1. Finalmente venció a Chacarita 1-0 y condenó al descenso a los del sur.

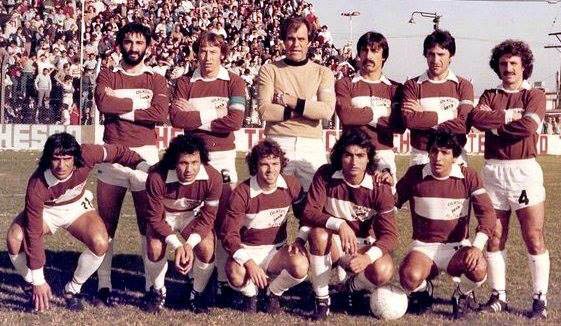
Platense en 1980.

Un año más tarde, debido a los nuevos malos resultados, debió jugar un torneo cuadrangular denominado "Reclasificatorio" (o, popularmente, como «Cuadrangular de la muerte», ya que solo el ganador conservaría la categoría). Le tocó jugarlo con Gimnasia La Plata, Atlanta y Chacarita, uno de sus máximos rivales. Terminó el cuadrangular invicto, empatando un partido (con Gimnasia La Plata 0-0 el 22 de julio, día en que se inauguró el actual estadio, el Ciudad de Vicente López) y luego venciendo a Atlanta y a Chacarita dos veces y a Gimnasia en la revancha jugada en La Plata, por 2-0. Nuevamente, el Marrón seguía en primera.
En 1980, consigue una de sus mejores actuaciones históricas al terminar el torneo Metropolitano en el tercer puesto, compartido con Talleres de Córdoba. En el torneo Nacional de dicho año, también realiza una gran actuación en la fase de grupos, pero no puede lograr el pase a los cuartos de final al caer derrotado en el último partido contra Argentinos Juniors, siendo éste el último partido disputado por Diego Maradona con dicha camiseta. El partido termina con disturbios entre jugadores e hinchas, lo que da lugar a una gran rivalidad entre ambos clubes, que dura hasta la actualidad. Las figuras de Platense de ese año fueron el arquero Carlos Biasutto, el defensor Jorge Guyón, el mediocampista Raúl Grimoldi y el delantero Miguel Ángel Juárez.

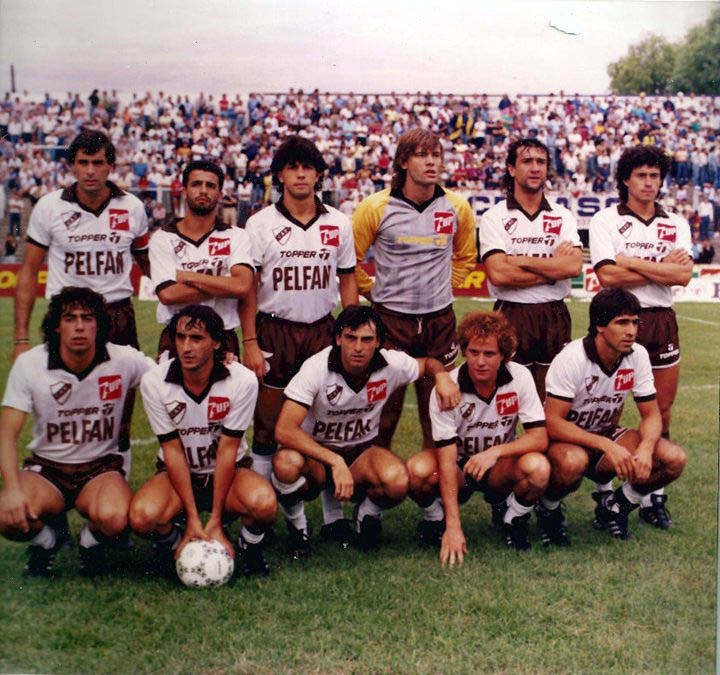
Platense en 1987

En 1981, venciendo a Estudiantes, Vélez, San Lorenzo y a Colón de Santa Fe, en el último tramo, logró ubicarse 3 puntos por encima de San Lorenzo, que terminó descendiendo.
En 1986, remontando milagrosamente un 1-3 contra San Lorenzo y terminando 3-3, y un 0-2 contra Independiente faltando quince minutos, logró conseguir los puntos necesarios para salvarse, descendiendo Huracán.
En 1987 afrontó la circunstancia más difícil desde 1978. Peleaba el descenso con Temperley; en la última fecha Platense perdía con River 2-0 mientras que Temperley empataba con Rosario Central: el calamar estaba casi condenado. Sin embargo, faltando 20 minutos para terminar el partido del Marrón, entró Miguel Ángel "el Pampa" Gambier, que anotó 3 goles en los últimos 15 minutos, logrando la victoria por 3-2 y forzando un partido desempate con Temperley, que finalmente se produjo en el Tomás Adolfo Ducó, y que terminaría con victoria de Platense por 2-0 (en este partido se registra el primer festejo de un jugador sacándose la camiseta, algo común en estos días; lo hizo Carlos Alejandro Alfaro Moreno al convertir el segundo gol).
En 1988 Platense le ganaría en un partido desempate en el marco de la Liguilla Pre-Libertadores Clasificación a Boca Juniors, en la cancha de Ferro, con un ajustado marcador de 2-1, con goles de Alfaro Moreno. 
Luego de varias campañas en las que se ubica mayormente en los puestos intermedios de la tabla, Platense desciende en el Clausura 1999 tras realizar una muy mala campaña y ser derrotado por River Plate en el último partido. En el Torneo Primera B Nacional 2000/01 clasificó al reducido por el segundo ascenso, quedando eliminado insólitamente en la instancia de cuartos de final, tras retirarse de la cancha contra San Martin de Mendoza luego de la disputa del primer tiempo. La situación se produjo en disconformidad con la decisión de reemplazar al árbitro principal, que se lesionó durante el transcurso del partido, por uno de los jueces de línea, decisión que estaba contemplada reglamentariamente 
En el Torneo Primera B Nacional 2001/02 la AFA instrumenta una reestructuración en la categoría por la cual descendían 7 de los 24 equipos participantes por el promedio de las últimas 3 temporadas. Platense desciende a la Primera B Metropolitana, ya que en el Torneo Apertura una pésima campaña había comprometido la situación del Calamar con los promedios.
La temporada 2002/03 fue la primera en la historia de Platense en la tercera categoría. Platense estaba en el peor momento de su historia, no sólo en lo futbolístico sino también en lo económico, ya que el club entró en convocatoria de acreedores y estuvo a punto de ser decretada su quiebra. El Calamar sin estar lejos del ascenso, fue eliminado en el reducido por Estudiantes de Caseros. En 2005, accedió a disputar la promoción por el ascenso a la B Nacional, tras ser subcampeón de la B Metropolitana 2004/05 ubicándose en la tabla detrás de Tigre, uno de sus clásicos rivales. En la promoción ante Chacarita Juniors, el Marrón no obtiene resultados exitosos (1-1 tanto en la ida como en la vuelta, tras el empate, Chacarita se vio favorecido por la ventaja deportiva por encontrarse en la B Nacional). El ansiado ascenso llegaría en 2006, tras consagrarse campeón de la B Metropolitana. En la temporada siguiente, Platense pelearía en el Torneo Primera B Nacional 2006/07 por el regreso a Primera División, que no conseguiría por poco, tras ser derrotado nuevamente por Tigre en el torneo reducido que otorgaba una plaza para participar por la promoción por un ascenso a primera división, enfrentando a un equipo de dicha categoría. Los de Victoria terminarían ascendiendo tras vencer a Nueva Chicago.
Malas campañas en el Nacional harían que Platense nuevamente descienda a la Primera B Metropolitana en 2010. En los torneos 2011/12, 2012/13 y 2013/14, el conjunto Calamar peleó reducidos por el ascenso, siendo eliminado por Nueva Chicago, Brown de Adrogué y Temperley respectivamente.
El 2 de mayo de 2018, el Calamar vence a Estudiantes de Caseros en el partido desempate por el primer puesto del campeonato de Primera B Metropolitana, logrando así ascender a la B Nacional después de 8 años. Sus principales figuras en dicho ascenso fueron el arquero Jorge De Olivera, y los atacantes Daniel Vega (máximo goleador histórico del club, con 86 tantos) y Facundo Curuchet.
El 31 de enero de 2021, Platense le gana el reducido por el ascenso a la Primera División de Argentina a Estudiantes de Río Cuarto por penales, en cancha de Newell´s Old Boys, luego de empatar 1 a 1 en el tiempo reglamentario, en un partido disputado sin público debido a la cuarentena que regía en el marco de la pandemia por el Covid-19. Así, Platense volvía a la Primera División después de 22 años. Ya en la máxima categoría de nuevo, en el primer partido le ganaría a su clásico Argentinos Juniors por 1-0, como visitante.

#### Subcampeón en 2023
Luego de un moderado rendimiento en el primer semestre de 2023, en el segundo semestre El Calamar hizo un gran papel en la Copa de la Liga, logrando avanzar por primera vez a la fase final tras vencer a Sarmiento en la última fecha. Por los cuantos de final y semifinales, logró vencer a Huracán y Godoy Cruz en los penales, tras igualar en ambos partidos por 1 a 1. El 16 de diciembre se enfrentó a Rosario Central por la final, cayendo por 1 a 0, quedando nuevamente privado de hacer realidad el sueño de ser campeón de Primera División.

#### El primer título de Primera División en 2025
El 1° de junio de 2025, de la mano de Favio Orsi y comandados por su gran capitán Ignacio Vázquez, el Marrón ganó la final del Torneo Apertura 2025 venciendo a Huracán por un marcador 1 a 0 en el Estadio Único Madre de Ciudades de Santiago del Estero. El gol del campeonato lo hizo Guido Mainero. De esta manera la institución logró conseguir el primer título en la historia para el club.
El camino al campeonato: luego de terminar sexto en el grupo B de la Liga Profesional, con 23 puntos en 16 partidos, seis victorias, cinco empates y cinco derrotas, Platense obtiene la una plaza para jugar la llave por el campeonato. En octavos de final, partido jugado el 10 de mayo, le gana a Racing Club 1 a 0 en el Cilindro de Avellaneda con gol de Nicolás Orsini. En cuartos, tras un final polémico en el que fue groseramente perjudicado por el árbitro, el 20 de mayo le gana a River Plate en El Monumental por penales por 4 a 2, luego de que River le empate con un penal en el último minuto del tiempo de descuento (minuto 99) y así terminar el partido 1 a 1. El gol de Platense había sido de Vicente Taborda. Así, pasa a las semifinales, donde el 25 de mayo le gana a San Lorenzo en el Nuevo Gasómetro por 1 a 0, con gol de Franco Zapiola. De esta forma, pasa a la final del torneo, jugada en cancha neutral (los tres anteriores siempre fue visitante), ganando como fuera dicho contra Huracán por 1-0, con gol de Guido Mainero a los 18 minutos del segundo tiempo.
El Club Atlético Platense se encuentra en el puesto decimoquinto de la clasificación histórica de la primera división profesional del fútbol argentino (1931-presente), habiendo participado en 61 temporadas. Sumadas a las 18 de la era amateur, Platense lleva disputadas 79 temporadas en la élite del fútbol argentino. Acumula 3 descensos a la segunda categoría (Primera B y B Nacional) y 2 descensos a la tercera categoría (B Metropolitana).

### Ascensos y descensos
Ascendió a primera en 1912 y se mantuvo en la máxima categoría durante 43 años consecutivos hasta 1955, en el que sufrió su primer descenso. Regresó a primera en 1964 y volvió a descender en 1971. En 1976 regresó a la primera división y se mantuvo allí hasta 1999. En 2002 descendió por primera vez a la B Metropolitana. En 2006 ascendió al Nacional B y se mantuvo en la segunda categoría hasta 2010 que volvió a descender a la Primera B. En 2018 retornó al Nacional B y en 2021 a la Primera División, lugar al que históricamente perteneció.

#### Amateurismo
En 1910 se afilió a la federación de fútbol oficial de la Argentina de esos años, comenzando a jugar en segunda división.
- 1910 a 1912: Segunda División
- 1913 a 1930: Primera División

#### Profesionalismo
En 1931 el fútbol se volvió profesional en Argentina para equipos directamente afiliados.
- 1931 a 1955: Primera División
- 1956 a 1964: Primera B
- 1965 a 1971: Primera División
- 1972 a 1976: Primera B
- 1976 a 1999: Primera División
- 1999 a 2002: Primera B Nacional
- 2002 a 2006: Primera B Metropolitana
- 2006 a 2010: Primera B Nacional
- 2010 a 2018: Primera B Metropolitana
- 2018 a 2020: Primera B Nacional
- 2021 al presente: Primera División

### Participaciones en Copa Argentina
| Año                    | Ronda            | PJ | PG | PE | PP | GF | GC | DG |
| ---------------------- | ---------------- | -- | -- | -- | -- | -- | -- | -- |
| Copa Argentina 1969    | Octavos de Final | 4  | 3  | 0  | 1  | 6  | 5  | +1 |
| Copa Argentina 1970    | Cuartos de final | 6  | 2  | 2  | 2  | 10 | 7  | +3 |
| Copa Argentina 2011-12 | 4.ª Eliminatoria | 2  | 1  | 1  | 0  | 4  | 2  | +2 |
| Copa Argentina 2012-13 | 16vos de Final   | 4  | 3  | 0  | 1  | 6  | 4  | +2 |
| Copa Argentina 2013-14 | Fase Inicial III | 1  | 0  | 0  | 1  | 1  | 6  | -5 |
| Copa Argentina 2014-15 | 1.ª Eliminatoria | 1  | 0  | 1  | 0  | 0  | 0  | 0  |
| Copa Argentina 2015-16 | No Clasificó     | -  | -  | -  | -  | -  | -  | -  |
| Copa Argentina 2016-17 | No Clasificó     | -  | -  | -  | -  | -  | -  | -  |
| Copa Argentina 2017-18 | 8vos de Final    | 3  | 2  | 0  | 1  | 2  | 2  | 0  |
| Copa Argentina 2018-19 | 32vos de Final   | 1  | 0  | 1  | 0  | 0  | 0  | 0  |
| Copa Argentina 2019-20 | 32vos de Final   | 1  | 0  | 0  | 1  | 0  | 1  | -1 |
| Copa Argentina 2022    | 32vos de Final   | 1  | 0  | 1  | 0  | 1  | 1  | 0  |
| Copa Argentina 2023    | 16avos de final  | 2  | 1  | 1  | 0  | 2  | 0  | +2 |
| Copa Argentina 2024    | 16avos de final  | 2  | 0  | 2  | 0  | 0  | 0  | 0  |
| Total                  | 10 / 12          | 24 | 11 | 6  | 7  | 30 | 28 | +2 |

## Uniforme

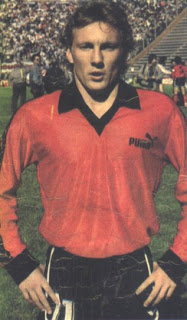
Claudio Spontón utilizando una reedición del primer uniforme por la marca Puma.

- Uniforme original: Camiseta roja con cuello y mangas negros. Pantalón negro y medias grises.

Los colores, como el nombre del club, son tomados del stud Platense.

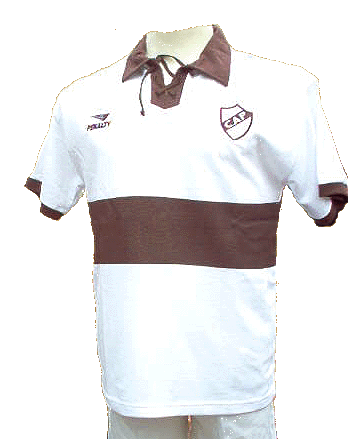
Uniforme del club de 2016.

- Uniforme titular tradicional: Camiseta blanca con una franja horizontal marrón en el centro. Pantalón blanco y medias blancas.

El origen de estos colores no se conoce con seguridad:
- Una versión indica que se debe a los colores de la vestimenta del jinete ganador (ver Historia).

- Otra supone que se debería a un distintivo propio del dueño del stud.

- Una tercera, menos difundida, que fueron tomados del propio barro que teñía los uniformes de los jugadores durante cada partido en esas canchas de condiciones precarias.

- Uniforme suplente tradicional: Camiseta marrón con una franja horizontal blanca en el centro. Pantalón marrón y medias marrones.

Este clásico modelo alterna los colores de la camiseta titular.

### Uniformes titulares
| 1905-1907 | 1907-1921 | 1922 | 1952 | 1953-80 | 1981-82 | 1983-84 | 1984-86 | 1985-86 | 1986-87 | 1987-88 |

| 1988-89 | 1989-90 | 1990-91 | 1991 | 1991-92 | 1992 | 1992-93 | 1993-94 | 1994-96 | 1996-97 | 1997-2000 |

| 2000-01 | 2001-02 | 2002-03 | 2003-04 | 2004-05 | 2005 | 2006 | 2007 | 2007-08 | 2008-09 | 2009-10 |

| 2010 | 2011 | 2011-12 | 2012-13 | 2013 | 2013-14 | 2014-15 | 2016-17 | 2017-18 | 2018-19 | 2019-20 |

| 2020-21 | 2021 | 2022 | 2023 | 2024 | 2025 |

### Uniformes suplentes
| 1907-52 | 1953-69 | 1970-80 | 1981-82 | 1983-84 | 1984-85 | 1985-86 | 1986-87 | 1987-88 | 1988-89 | 1989-90 |

| 1990-91 | 1991 | 1991-92 | 1992 | 1992-94 | 1994-96 | 1996-97 | 1997-2000 | 2000-01 | 2001-02 | 2002-03 |

| 2003-04 | 2004-05 | 2005 | 2006 | 2007 | 2007-08 | 2008-09 | 2009-10 | 2010-11 | 2011-12 | 2012-13 |

| 2013 | 2013-14 | 2014-15 | 2016-17 | 2017-18 | 2018-19 | 2019-20 | 2020-21 | 2021 | 2022 | 2023 |

| 2024 | 2025 |

### Uniformes Terceros
| 1984 | 1988-89 | 1991 | 2000-01 | 2008-09 | 2009-11 | 2011-12 | 2012-13 | 2013-14 | 2015 | 2016-17 |

| 2018 | 2018-19 | 2019-20 | 2022 | 2023 | 2024 | 2025 |

### Indumentaria y publicidad
Actualmente el Departamento de Marketing del club tiene establecido el Manual de Marcas que, en lo que se refiere a la indumentaria, insta a los proveedores a respetar los colores y el logotipo institucionales. Así mismo, los patrocinadores deberán también adaptarse a los colores del club: logo blanco sobre base marrón y logo marrón sobre base blanca.
| Período       | Logo                           | Proveedor | Auspiciante                             |
| ------------- | ------------------------------ | --------- | --------------------------------------- |
| 1978-1980     |                                | Olimpia   | Ninguno                                 |
| 1981-1983     |                                | Topper    | 7 Up                                    |
| 1984          |                                | Adidas    | 7 Up OCA                                |
| 1985-1986     | 7 Up Spada                     | Adidas    |                                         |
| 1986-1987     |                                | Topper    | 7 Up Pelfan                             |
| 1987-1988     | Plus Plan                      | Topper    |                                         |
| 1988-1989     | Plus Plan                      |           | Puma                                    |
| 1989-1991     | Anta Seguros                   |           | Puma                                    |
| 1991          |                                | Taiyo     | Pinturerías de Centro                   |
| 1992          | Anta Seguros                   | Taiyo     |                                         |
| 1992-1993     |                                | Olan      | Isuzu                                   |
| 1993-1994     | Maquivial                      | Olan      |                                         |
| 1994-1997     | Maquivial                      |           | Puma                                    |
| 1998-1999     | Crown Mustang                  |           | Puma                                    |
| 1999-2000     | Anta Seguros                   |           | Puma                                    |
| 2000-2001     |                                | Kalong    | Alfajores Vimar                         |
| 2001-2002     | OSPACA                         | Kalong    |                                         |
| 2003          | La Casa del Neumático          | Kalong    |                                         |
| 2003-2005     | Menoyo                         | Kalong    |                                         |
| 2005-2006     | Sinteplast                     | Kalong    |                                         |
| 2006          | La Nueva Seguros               | Kalong    |                                         |
| 2007          | La Nueva Seguros               |           | Reusch                                  |
| 2007-2008     | Codere                         |           | Reusch                                  |
| 2008-2009     |                                | Kappa     | La Nueva Seguros                        |
| 2009-2010     | Noga Net Sinteplast            | Kappa     |                                         |
| 2010-2011     | Noga Net Papelera Buenos Aires | Kappa     |                                         |
| 2011          |                                | Erreà     | Telecentro Papelera Buenos Aires        |
| 2012          |                                | Vi Sports | Telecentro Papelera Buenos Aires        |
| 2012-2013     |                                | Ohcan     | Kalciyan Papelera Buenos Aires CartaSur |
| 2013-2014     | Papelera Buenos Aires Ormiflex | Ohcan     |                                         |
| 2014-2015     |                                | Retiel    | Lavadero Anca Buenos Ayres Refrescos    |
| 2016-2018     | Transfarmaco                   | Retiel    |                                         |
| 2018-2019     | Transfarmaco                   |           | Hummel                                  |
| 2019          | Transfarmaco Escudo Seguros    |           | Hummel                                  |
| 2020-2021     | Escudo Seguros                 |           | Hummel                                  |
| 2021          | Escudo Seguros                 |           | Kelme                                   |
| 2022          |                                | Hummel    | Escudo Seguros                          |
| 2022          | Boston Seguros                 | Hummel    |                                         |
| 2023          | Sur Finanzas                   | Hummel    |                                         |
| 2023          | Transfarmaco Algieri           | Hummel    |                                         |
| 2024-presente | Esco Transfarmaco              | Hummel    |                                         |

## Apodos

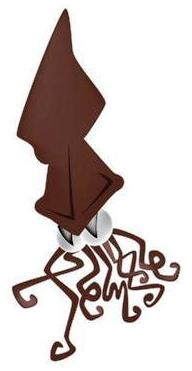
Calamar Marrón formando "Tense" con sus tentáculos

### Calamar
Se dice que durante los días lluviosos jugaban sus mejores encuentros, por lo que el periodista Antonio Palacio Zino dijo que «los muchachos se movían como calamares en su tinta», dándole así el apodo de «Calamares».

### Marrón
El apodo «Marrón» es por el color más distintivo de la divisa de la institución. Con este sobrenombre suele denominarse además a sus planteles deportivos.

## Estadio

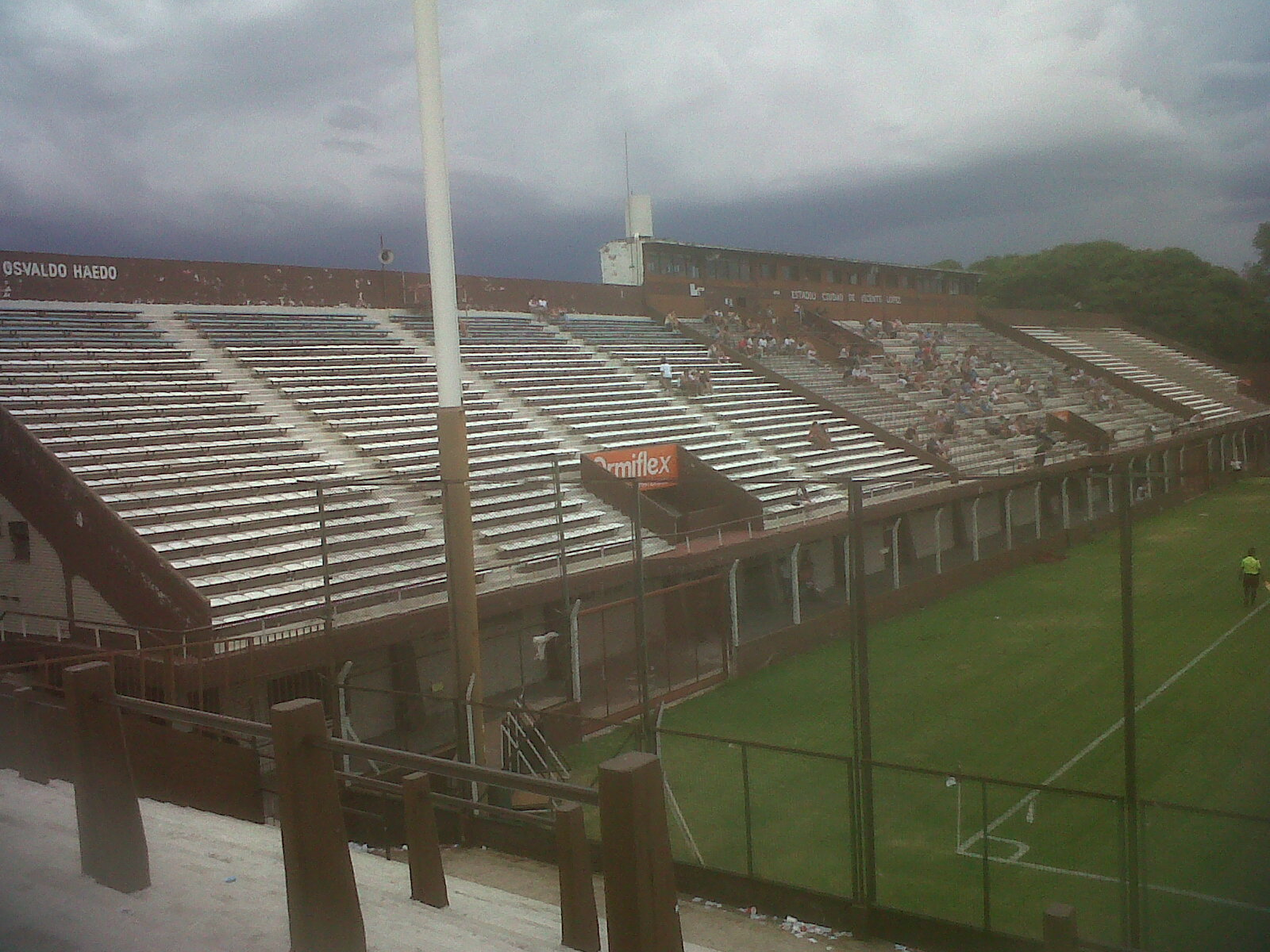
Platea del estadio Ciudad de Vicente López con cabinas de transmisión radial y televisiva. También hay butacas.

Platense durante muchos años ha tenido sus instalaciones dentro de la Ciudad de Buenos Aires. Su estadio más emblemático lo tuvo en el barrio de Núñez, en la intersección de las calles Manuela Pedraza y Crámer (donde actualmente se encuentra una escuela primaria), hasta que en 1971 lo perdió, debiendo jugar en distintos estadios hasta la inauguración del Estadio "Ciudad de Vicente López", en 1979, que se encuentra en Zufriategui 2021, en el barrio de Florida, en Vicente López, a metros de la Avenida General Paz y el puente de la calle Zapiola.
En 1994 comenzó la ampliación del estadio que pasó de tener una capacidad de aproximadamente 18 000 espectadores a 28 530, ya que se construyeron dos tribunas cabeceras de cemento y se amplió la platea local. Primero la tribuna visitante «Julio Cozzi» que culminó su construcción en 1996, y luego la actual tribuna Local llamada «Roberto Goyeneche» que fue terminada en 1998, antes de esta última construcción allí se encontraba una tribuna tubular mucho más pequeña hecha de tablones de madera.
Este estadio posee una capacidad para aproximadamente 32 300 espectadores y un sistema de iluminación artificial que le permite jugar partidos nocturnos, con la particularidad de ser uno de los pocos en el mundo en el que las torres se encuentran dentro del campo.
Los espectadores que entran en el estadio pueden distribuirse entre la Tribuna popular local Roberto "Polaco" Goyeneche, la Tribuna popular Julio Cozzi, la Platea Arquitecto Haedo, la Platea Ginanni-Marino y los palcos.

### Predio Alejandro Mariani Dolán
El Predio Club Atlético Platense, llamado oficialmente Predio Alejandro Mariani Dolán y también conocida como El predio de Galván, es una de las instalaciones del club, donde disputan sus encuentros las divisiones inferiores y el primer equipo de fútbol femenino. Está ubicado en las cercanías del estadio principal, vecino al Parque Sarmiento, en Saavedra (Av. Crisólogo Larralde 5195 esquina Galván).
Tiene superficie de césped natural y capacidad para 3000 espectadores.

## Hinchada
La hinchada del Calamar se llama «La hinchada más fiel», debido a un estudio realizado por la Universidad Torcuato Di Tella. El grueso de la hinchada suele ocupar la popular en los partidos que Platense juega en su estadio.
La mayoría de los simpatizantes vive en la aglomeración de Buenos Aires, sobre todo en Saavedra, aunque también en otros barrios cercanos, de la Zona Norte de la Capital Federal y del Gran Buenos Aires. Entre ellos están: Villa Pueyrredón, Vicente López, Florida, Villa Martelli, Florida Oeste, Munro, Carapachay, Villa Adelina. Por otra parte, en otras ciudades del país donde hay una buena cantidad de "Calamares" son: Laprida, Buenos Aires, donde es el club con más hinchas, y hasta hay un equipo filial ahí. 

## Clásicos y rivalidades

### Clásico Argentinos-Platense
|  | Para un completo desarrollo véase Clásico Argentinos Juniors-Platense |

Clásico Platense-Argentinos, Diego Maradona frente al equipo calamar en 1980, cancha de Platense

Argentinos - Platense: vuelve un clásico que despuntó con el último partido oficial de Maradona con la camiseta del Bicho.
 Diario La Nación, 21 de febrero de 2021
Platense disputa el clásico frente a Argentinos Juniors. Su primer cruce fue hace 118 años, en 1907 por la Liga Central de Football Amateur. Pero la rivalidad entre "Bichos" y "Calamares" nació 44 años atrás, a partir de dos duelos decisivos muy recordados y sospechados y por lamentables peleas entre las hinchadas. El 23 de noviembre de 1980 tras un encuentro que ambos disputaron en la cancha de Argentinos, y luego de que el local ganó el partido y dejó a su oponente fuera del torneo,

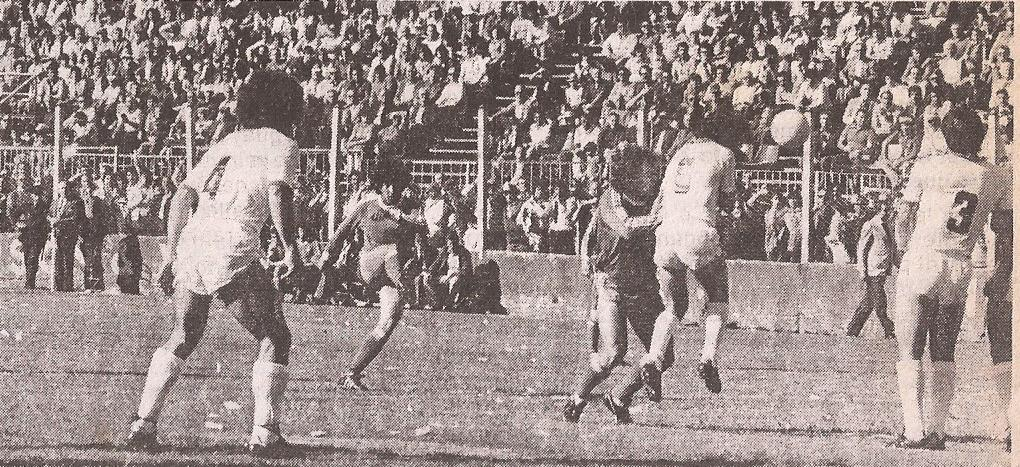
El partido de la polémica que dio origen al antagonismo entre Saavedra y La Paternal hace. Argentinos 2, Platense 1 en el viejo estadio de Argentinos el 23 de noviembre de 1980.

Las parcialidades se enfrentaron dentro y fuera de la vieja cancha de Boyacá, naciendo la enemistad, precedida de varios incidentes entre las hinchadas de ambos clubes al transcurrir las décadas. En 1996, Argentinos perdió la categoría, y tres años más tarde se daría el caso inverso, Platense se vería condenado a jugar en segunda división. El equipo de Saavedra recién logró volver en 2021 a Primera División y si bien las instituciones llevaban más de dos décadas sin enfrentarse, la cercanía de los barrios más representativos de cada club, Saavedra para Platense y La Paternal en caso de Argentinos, que se ubican a siete kilómetros el uno del otro generaron una mayor rivalidad barrial que siempre ha permanecido en el ámbito de este importante clásico porteño.

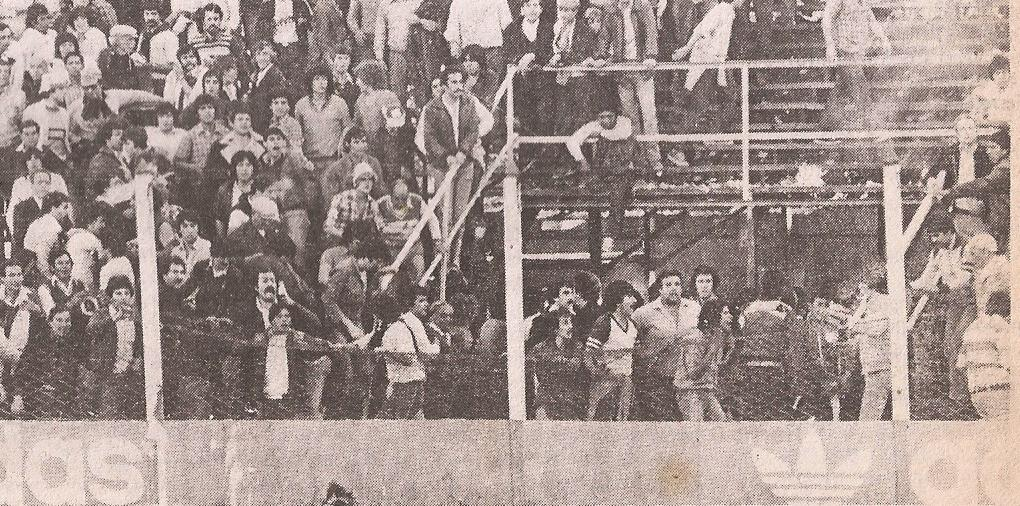
Incidentes en La Paternal hace, hinchas de Platense enardecidos por ser eliminados del torneo y una supuesta incentivacion a Argentinos rompen el alambrado, se registraron incidentes entre ambas hinchadas dentro y fuera del estadio

#### Historial
| Competición      | Partidos | Victorias Platense | Empates | Victorias Argentinos | Goles Pla. | Goles AJ |
| ---------------- | -------- | ------------------ | ------- | -------------------- | ---------- | -------- |
| Primera División | 77       | 27                 | 30      | 20                   | 99         | 86       |
| Copas nacionales | 4        | 1                  | 2       | 1                    | 8          | 4        |
| Total            | 81       | 28                 | 32      | 21                   | 107        | 90       |

### Clásico de la Zona Norte

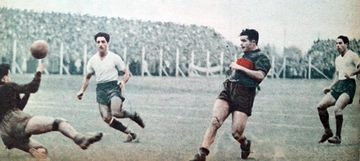
La rivalidad entre Tigre y Platense se remonta a mediados de los años 1910.

Disputa el clásico con más antigüedad frente a Tigre, de la ciudad de Victoria, partido denominado Clásico de la Zona Norte. La rivalidad nace en la era amateur del fútbol argentino, cuando Platense aún no tenía su estadio en la zona norte del Gran Buenos Aires sino en el norte de la ciudad, más precisamente en Núñez. La misma se dio debido a incidentes entre hinchas de ambos equipos en un partido de 1916 en el antiguo estadio de Tigre.

He aquí un extracto del artículo periodístico del periodista e hincha del club Calamar, Alejandro Fabbri, haciendo alusión a la paternidad del club Calamar para con los de Victoria:
Un 22 de junio de 1980 se cumplieron 40 años del último Clásico del Norte entre Tigre y Platense en primera división, comienza. Una paternidad que se inició en los años treinta y se mantiene, cierra. 
Ambos clubes volvieron a enfrentarse dos veces durante el 2022 primero en la Copa de la Liga durante la fecha 7 (fecha de los clásicos), cuyo resultado concluyó en un saldo favorable (4-0) para los de Victoria, y luego durante la Liga Profesional en la fecha 10 cuyo resultado volvió a favorecer a los de Victoria, de nuevo en condición de local. Sin embargo, en 2023 y 2024 hubo 2 victorias para Platense y 2 empates.
La fuerte rivalidad se acrecentó a finales de los años 1970 cuando Platense se trasladó de Saavedra en 1979, haciendo que su caudal de hinchas creciera en una zona relativamente cercana a donde Tigre tiene a la mayoría de sus hinchas. El grueso de hinchas del calamar se ubica en los barrios del norte de la ciudad de Buenos Aires, y dentro de la zona norte del área metropolitana, en el partido de Vicente López, mientras que la mayoría de los hinchas del matador habita en los partidos de San Fernando y Tigre.

#### Historial
| Contexto                     | Jugados | Ganados por Platense | Empates | Ganados por Tigre |
| ---------------------------- | ------- | -------------------- | ------- | ----------------- |
| Todos los partidos oficiales | 113     | 45                   | 36      | 32                |

### Clásico Platense-Defensores de Belgrano
Un clásico de barrio que comienza a apasionar: Platense-Defensores de Belgrano. Cancha a pleno el 11 de abril en Defensores (en 1920).
Sitio oficial de Platense.

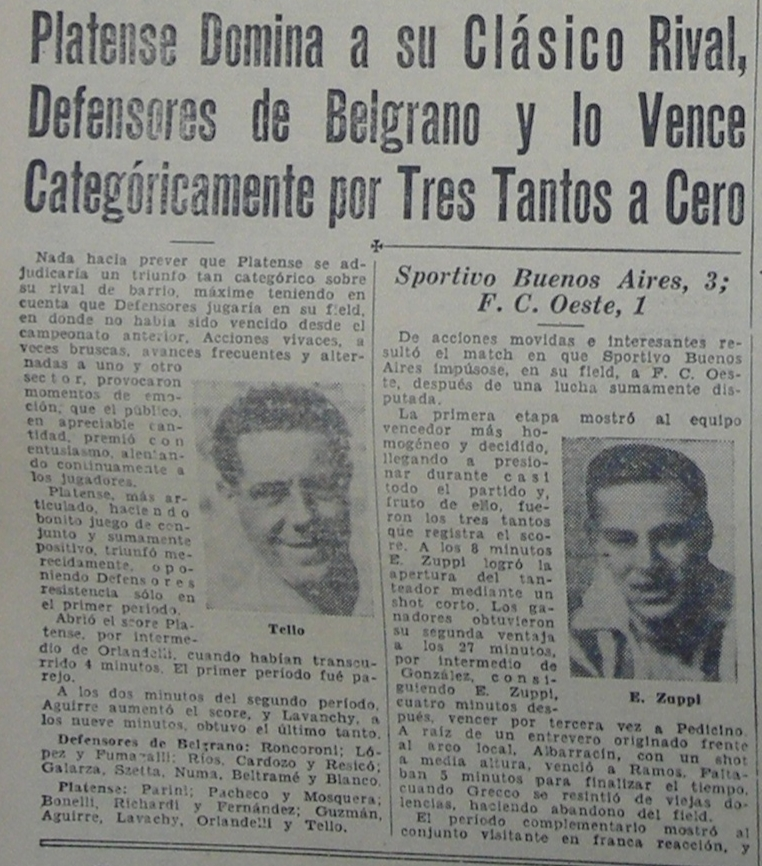
Defensores y Platense protagonizan uno de los clásicos porteños históricos de carácter barrial. Crónica de diario El Mundo, 8 de noviembre de 1936

El clásico Platense-Defensores de Belgrano es la primera rivalidad histórica de ambas instituciones que coincidieron en sus inicios en la primera división del fútbol argentino. Disputaron su primer duelo, el enfrentamiento denominado Clásico de Núñez separaba a los recintos a solo 700 metros de distancia, porque el rojinegro ya poseía su campo de juego actual desde 1911 y Platense tenía su field en la intersección de Manuela Pedraza y la Avenida del Libertador en el barrio de Núñez.

"Platense Domina a su Clásico Rival, Defensores de Belgrano y lo Vence Categóricamente por Tres Tantos a Cero."
"Nada hacía prever que Platense se adjudicaría un triunfo categórico sobre su rival de barrio, máxime teniendo en cuenta que Defensores jugaría en su field, en donde no había sido vencido desde el campeonato anterior. Acciones vivaces, a veces bruscas, avances frecuentes y alternadas a uno y otro sector, provocaron momentos de emoción, que el público en apreciable cantidad, premió con entusiasmo, alentando continuamente a los jugadores".
Diario El Mundo, 8 de noviembre de 1936 

.
El "Clásico de Núñez" entre El Calamar y El Dragón se disputaba desde sus comienzos a cancha llena, en enfrentamientos donde nunca faltaban los incidentes, tanto en jugadores como sus aficiones. La muy fuerte rivalidad hizo que los clubes llegaron a romper relaciones durante más de un lustro, lo cual habla a las claras sobre la enemistad existente entre ambos en la zona norte de CABA.
El Clásico entre el Dragón y el Calamar se jugará en Quilmes. Un clásico con historia que siempre genera expectativa para los hinchas de ambos equipos. Defensores sigue en el mismo barrio, Platense se fue a Vicente López. Pero la historia sigue mostrándolos como clásico.
Extracto, Cultivos de Quilmes, 19 de abril de 2023.
Cuando comenzó el movimiento que llevó a la creación del profesionalismo, si bien estaban en distintas categorías el Clásico se siguió disputando a estadio completo como lo describe la crónica del periódico El Mundo de 1936. Volvieron a enfrentarse oficialmente en los años de 1960 y 1970 y las aficiones tuvieron una convivencia pacífica en esas décadas. Pero cuando Platense descendió en 2001 y volvieron a enfrentarse, la cercanía geográfica de solo 24 cuadras de distancia y la convivencia barrial de sus parcialidades volvió a desatar la enemistad de este clásico histórico.

#### Historial desde 1915
- Primer partido: 13 de junio de 1915.[57]

- Último encuentro: 3 de mayo de 2023.[58]

| Competición             | Partidos | Victorias Defe. | Empates | Victorias Platense | Goles Def. | Goles Pla. |
| ----------------------- | -------- | --------------- | ------- | ------------------ | ---------- | ---------- |
| Primera División        | 16       | 2               | 8       | 6                  | 11         | 16         |
| Primera Nacional        | 2        | 1               | 0       | 1                  | 4          | 2          |
| Primera B               | 16       | 3               | 3       | 10                 | 14         | 29         |
| Primera B Metropolitana | 19       | 5               | 5       | 9                  | 14         | 21         |
| Copas nacionales        | 3        | 0               | 1       | 2                  | 0          | 4          |
| Total                   | 56       | 11              | 17      | 28                 | 43         | 72         |

### Rivalidades
Otras rivalidades tradicionales son:
- Chacarita Juniors [61][62]
- River Plate[63]
- Lanús[64]
- Ferro Carril Oeste[65]
- Huracán[66]

## Afinidades
La afinidad más significativa es Newell's Old Boys, ya que en 1984, Platense evitó el descenso en perjuicio de Rosario Central y desde entonces hay una buena relación entre Calamares y Leprosos. A pesar de haber sido eliminado en la semifinal del Metropolitano de 1967 por Estudiantes de La Plata, las hinchadas mantienen una gran relación. Amigos internacionales son el Club Deportivo Platense de Honduras, que adoptó su nombre gracias a Platense, y el FC St Pauli de Alemania por tener los mismos colores.

## Presidentes
| Presidente              | Años      |
| ----------------------- | --------- |
| José Viviani            | 1905-1906 |
| Lorenzo Berni           | 1906-1908 |
| Germán Guassone         | 1908-1913 |
| Archivaldo Goodfellow   | 1913-1917 |
| Luis Rescio             | 1918-1921 |
| Archivaldo Goodfellow   | 1921-1927 |
| Arturo Sagazola         | 1928-1935 |
| Pablo Ferrari           | 1936-1938 |
| Archivaldo Goodfellow   | 1938-1941 |
| Atilio Cattaneo         | 1942-1944 |
| Archivaldo Goodfellow   | 1944-1947 |
| Carlos Seeber           | 1947-1948 |
| Arturo Sagazola         | 1948-1950 |
| Domingo De Biase        | 1950-1952 |
| Domingo Molina Gatti    | 1953-1953 |
| Alejandro Mariani Dolan | 1954-1956 |
| Luis Julio Brennan      | 1956-1957 |
| Natalio Severino        | 1958-1960 |
| Luis Julio Brennan      | 1960-1967 |
| Arrigo Edgardo Razzeni  | 1967-1969 |
| Juan Santiago           | 1969-1971 |

| Presidente             | Años      |
| ---------------------- | --------- |
| Natividad Marcovecchio | 1971-1972 |
| Carlos Marino          | 1972-1976 |
| Carlos Schäfer         | 1976-1979 |
| Alfredo Ginnani        | 1979-1984 |
| Carlos Schäfer         | 1985-1990 |
| Alberto Pérez Guarch   | 1990-1991 |
| Miguel Ángel Lupi      | 1991-1995 |
| Carlos Schäfer         | 1996-1999 |
| Carlos Peters          | 1999-2000 |
| Juan Carlos Majluf     | 2000-2001 |
| Raúl Ferrari           | 2001-2004 |
| Rolando Greco          | 2004-2007 |
| Rubén Asís             | 2007-2008 |
| Adolfo Donzelli        | 2008-2010 |
| Pedro Vilariño         | 2010-2014 |
| Roberto Soldavini      | 2014-2016 |
| Fernando Wendt         | 2016-2019 |
| Pablo Bianchini        | 2019-2022 |
| Sebastián Ordóñez      | 2022-Act. |

## Jugadores

### Plantel: 2025
- Los equipos argentinos están limitados por la AFA a tener en su plantel de primera división un cupo máximo de seis futbolistas extranjeros.

### Transferencias: Verano 2025
| Altas              | Altas          | Altas           | Altas    | Altas | Altas |
| Jugador            | Posición       | Procedencia     | Tipo     | Coste |       |
| ------------------ | -------------- | --------------- | -------- | ----- | ----- |
| Fernando Juárez    | Centrocampista | Talleres        | Traspaso |       |       |
| Leonel Picco       | Centrocampista | Colón           | Traspaso |       |       |
| Edgar Elizalde     | Defensa        | Liverpool       | Libre    |       |       |
| Jonathan Bay       | Defensa        | Instituto       | Libre    |       |       |
| Juan Pablo Cozzani | Portero        | Deportivo Maipú |          |       |       |
| Enzo Roldán        | Centrocampista | Unión Santa Fe  | Préstamo |       |       |
| Santiago Toloza    | Centrocampista | Independiente   | Préstamo |       |       |
| Tomás Ariel Silva  | Defensa        | San Lorenzo     | Préstamo |       |       |
| Federico Losas     | Portero        | Chacarita Jrs.  | Préstamo |       |       |

| Bajas            | Bajas          | Bajas                 | Bajas    | Bajas | Bajas |
| Jugador          | Posición       | Destino               | Tipo     | Coste |       |
| ---------------- | -------------- | --------------------- | -------- | ----- | ----- |
| Sasha Marcich    | Defensa        | Lanús                 | Traspaso |       |       |
| Gastón Suso      | Defensa        | Gimnasia (LP)         | Libre    |       |       |
| Iván Gómez       | Centrocampista | Central Córdoba (SE)  | Cedido   |       |       |
| Facundo Russo    | Delantero      | Alvarado              | Cedido   |       |       |
| Nicolás Sumavil  | Portero        | Tristán Suárez        | Cedido   |       |       |
| Gonzalo Valdivia | Defensa        | Mitre                 | Cedido   |       |       |
| Agustín Ocampo   | Centrocampista | Plaza Colonia         | Cedido   |       |       |
| Gabriel Hachen   | Centrocampista | San Martín de Tucumán | Libre    |       |       |
| Ciro Rius        | Delantero      | Arsenal               | Libre    |       |       |
| Brandon Barbas   | Centrocampista | Agente libre          | Libre    |       |       |
| Agustín Alonso   | Delantero      | Ferro Carril Oeste    | Cedido   |       |       |

## Registros
| Período                                                 | Nac.                                      | Jugador                  | Posición      | Partidos | Goles | Notas |
| ------------------------------------------------------- | ----------------------------------------- | ------------------------ | ------------- | -------- | ----- | --- |
| 2017-2022                                               | Bandera de Argentina                      | Jorge De Olivera         | Arquero       | 110      | 1     | Marca histórica del club de 726 minutos sin recibir un gol. Marco el primer gol de un arquero en Platense y es bicampeón en Platense. |
| 2017-2022                                               | Bandera de Argentina                      | Hernan Lamberti          | Mediocampista | 135      | 4     | |
| 2012-2014                                               | Bandera de Uruguay                        | Claudio Flores           | Arquero       | 73       | 0     | Jugó en el seleccionado uruguayo. |
| 2010-2011                                               | Bandera de Argentina                      | Lucas Pusineri           | Mediocampista | 33       | 1     | |
| 2017-2021                                               | Bandera de Argentina                      | Facundo Curuchet         | Delantero     | 103      | 13    | |
| 2005-2007                                               | Bandera de Argentina                      | Juan Mercier             | Mediocampista | 73       | 6     | Jugó en el seleccionado. |
| 2004-2010                                               | Bandera de Argentina                      | Alejandro Sánchez        | Arquero       | 58       | 0     | |
| 2001-2005/2022                                          | Bandera de Argentina                      | Gonzalo Bergessio        | Delantero     | 90       | 28    | Jugó en el seleccionado. |
| 2002-2003/2005-2006/ 2007/2013-2016/2017-2019/2020-2021 | Bandera de Argentina                      | Daniel Vega              | Delantero     | 243      | 86    | (Máximo goleador histórico) y único tricampeón de la historia del club                                                                |
| 1998-2000                                               | Bandera de Argentina                      | Julián Speroni           | Arquero       | 2        | 0     | |
| 1997-1999                                               | Bandera de Argentina                      | Fabián Cancelarich       | Arquero       | 45       | 0     | Fue subcampeón mundial con el seleccionado.                                                                                           |
| 1997-1998                                               | Bandera de Argentina                      | Javier Arbarello         | Delantero     | 18       | 2     | |
| 1996-1999                                               | Bandera de Argentina                      | José Chatruc             | Mediocampista | 62       | 6     | |
| 1996-1997                                               | Bandera de Argentina                      | Norberto Ortega Sánchez  | Delantero     | 19       | 2     | Jugó en el seleccionado. |
| 1996                                                    | Bandera de Argentina                      | Luis Islas               | Arquero       | 10       | 0     | Fue campeón mundial con el seleccionado.                                                                                              |
| 1995-1996                                               | Bandera de Argentina                      | Esteban Fuertes          | Delantero     | 29       | 9     | Jugó en el seleccionado. |
| 1994-1999                                               | Bandera de Argentina                      | Pablo Erbín              | Defensor      | 160      | 12    | |
| 1994-1995                                               | Bandera de Argentina                      | Hernán Cristante         | Arquero       | 30       | 0     | |
| 1993-1998/2008-2009                                     | Bandera de Argentina                      | Mauricio Hanuch          | Mediocampista | 73       | 11    | |
| 1994-1995                                               | Bandera de Bolivia                        | Ramiro Castillo          | Mediocampista | 23       | 1     | Jugó en el seleccionado. |
| 1993-1995                                               | Bandera de Francia                        | David Trezeguet          | Delantero     | 5        | 0     | Fue campeón mundial con su seleccionado.                                                                                              |
| 1993-1995                                               | Bandera de Argentina                      | Eduardo Coudet           | Mediocampista | 56       | 2     | Jugó en el seleccionado. |
| 1992-1993                                               | Bandera de Argentina                      | Claudio Borghi           | Mediocampista | 12       | 0     | Fue campeón mundial con su seleccionado.                                                                                              |
| 1991-1992/1994-1996                                     | Bandera de Argentina                      | Mariano Dalla Libera     | Mediocampista | 84       | 9     | |
| 1989-1993                                               | Bandera de Argentina                      | Raúl Alfredo Cascini     | Mediocampista | 108      | 7     | |
| 1987-1992                                               | Bandera de Argentina                      | Darío Scotto             | Delantero     | 120      | 26    | Jugó en el seleccionado. |
| 1987-1990/1994/1997-1999                                | Bandera de Argentina                      | Claudio Spontón          | Delantero     | 132      | 31    | |
| 1987-1990                                               | Bandera de Argentina                      | Juan Amador Sánchez      | Defensor      | 110      | 1     | |
| 1986–1989/1994-1995                                     | Bandera de Argentina                      | Marcelo Espina           | Mediocampista | 164      | 45    | Jugó en el seleccionado. |
| 1985-1986                                               | Bandera de Argentina                      | Blas Giunta              | Mediocampista | 27       | 2     | Jugó en el seleccionado. |
| 1983                                                    | Bandera de Argentina                      | Carlos Gerardo Russo     | Defensor      | ?        | ?     | |
| 1980-1981                                               | Bandera de Argentina                      | Ramón Bóveda             | Delantero     | 82       | 9     | |
| 1980–1988                                               | Bandera de Argentina · Bandera de Ecuador | Carlos Alfaro Moreno     | Delantero     | 134      | 31    | Jugó en el seleccionado. |
| 1980–1983                                               | Bandera de Argentina                      | Jorge Borelli            | Defensor      | 58       | 1     | Jugó en el seleccionado. |
| 1973-1979/1982-1983                                     | Bandera de Argentina                      | José Luis Petti          | Mediocampista | ?        | ?     | |
| 1970-1980                                               | Bandera de Argentina                      | Osvaldo Morelli          | Defensor      | 236      | 11    | |
| 1969-1979                                               | Bandera de Argentina                      | Ernesto Ulrich           | Delantero     | ?        | ?     | |
| 1969-1970                                               | Bandera de Argentina · Bandera de España  | Rubén Valdez             | Delantero     | 54       | 12    | Jugó en el seleccionado. |
| 1976-1978                                               | Bandera de Argentina                      | Eduardo de Virgilio      | Arquero       | 8        | 0     | |
| 1968-1971                                               | Bandera de Argentina                      | Juan Carlos Piris        | Mediocampista | ?        | ?     | Jugó en el seleccionado. |
| 1968-1970                                               | Bandera de Uruguay                        | Hugo Rivero              | Defensor      | ?        | ?     | Jugó en el seleccionado. |
| 1967-1970                                               | Bandera de Argentina                      | Néstor Gilberto Subiat   | Delantero     | 139      | 39    | |
| 1967-1969/1970                                          | Bandera de Argentina                      | Carlos Bulla             | Delantero     | ?        | ?     | Jugó en el seleccionado. |
| 1966-1971                                               | Bandera de Argentina                      | Victorio Casa            | Delantero     | ?        | ?     | |
| 1964-1967                                               | Bandera de Argentina                      | Néstor Togneri           | Defensor      | 109      | 2     | Jugó en el seleccionado. |
| 1962-1966                                               | Bandera de Argentina                      | Orlando Garro            | Delantero     | 132      | 72    | Tercer goleador histórico del club.                                                                                                   |
| 1961                                                    | Bandera de Argentina                      | Ángel Labruna            | Delantero     | 2        | 1     | Jugó en el seleccionado. |
| 1959-1973                                               | Bandera de Argentina                      | Enrique Topini           | Arquero       | 324      | 0     | (Más partidos jugados en el club) |
| 1955                                                    | Bandera de Argentina                      | Martín Pando             | Mediocampista | ?        | ?     | Jugó en el seleccionado. |
| 1953-1957                                               | Bandera de Argentina                      | Rubén Héctor Sosa        | Delantero     | 34       | 17    | Jugó en el seleccionado. |
| 1951-1953                                               | Bandera de Argentina                      | Oscar Coll               | Delantero     | 83       | 50    | Jugó en el seleccionado. |
| 1948-1956                                               | Bandera de Argentina                      | Vicente Sayago           | Delantero     | 206      | 75    | Jugó en el seleccionado. (Segundo goleador histórico del club)                                                                        |
| 1948-1950/1954-1955                                     | Bandera de Argentina                      | Antonio Báez             | Delantero     | ?        | ?     | Jugó en el seleccionado. |
| 1947-1951                                               | Bandera de Argentina                      | Santiago Vernazza        | Delantero     | 109      | 53    | Jugó en el seleccionado. |
| 1944-1946                                               | Bandera de Argentina · Bandera de Italia  | Eduardo Ricagni          | Delantero     | 35       | 22    | Jugó en el seleccionado. |
| 1942-1946                                               | Bandera de Brasil · Bandera de Argentina  | Aarón Wergifker          | Defensor      | 112      | 0     | Jugó en el seleccionado. |
| 1942-1944                                               | Bandera de Argentina                      | Luis María Rongo         | Delantero     | 50       | 37    | Jugó en el seleccionado. |
| 1941-1949/1951                                          | Bandera de Argentina · Bandera de Ecuador | Carlos Alberto Raffo     | Delantero     | ?        | ?     | Jugó en el seleccionado. |
| 1941-1949                                               | Bandera de Argentina                      | Julio Cozzi              | Arquero       | 196      | 0     | Ganó la Copa América en el seleccionado.                                                                                              |
| 1934-1943                                               | Bandera de Argentina                      | Gregorio Esperón         | Mediocampista | 244      | 24    | Jugó en el seleccionado. |
| 1934-1935                                               | Bandera de Argentina                      | José María González      | Arquero       | ?        | ?     | Jugó en el seleccionado. |
| 1933-1938                                               | Bandera de Argentina                      | Cataldo Spitale          | Defensor      | 180      | 11    | |
| 1931-1939                                               | Bandera de Argentina                      | Antonio Campilongo       | Mediocampista | 228      | 42    | Jugó en el seleccionado. |
| 1931-1936                                               | Bandera de Argentina                      | Tomas Beristain          | Delantero     | ?        | ?     | |
| 1931-1933                                               | Bandera de Argentina                      | Sebastián Gualco         | Arquero       | 80       | 0     | Jugó en el seleccionado. |
| 1931-1932                                               | Bandera de Argentina                      | Ernesto Belis            | Defensor      | 14       | 2     | Jugó en el seleccionado. |
| 1929-1931                                               | Bandera de Argentina                      | Carlos Miguel Santamaría | Defensor      | 67       | 0     | Jugó en el seleccionado. |
| 1927-1936                                               | Bandera de Argentina                      | José Pérez               | Delantero     | 172      | 30    | |

- Jugadores en negrita continúan activos

## Datos del club

### Era amateur
- Temporadas en Primera División: 18 (1913-1930).
- Temporadas en Segunda División: 2 (1910, 1912).
- Temporadas en Tercera División: 1 (1911).

### Era profesional
- Temporadas en Primera División: 60 (1931-1955, 1965-1971, 1976-1998/99, 2021-presente).
- Temporadas en Segunda División: 23 (1956-1964, 1972-1976, 1999/00-2001/02, 2006/07-2009/10, 2018/19-2020).
- Temporadas en Tercera División: 12 (2002/03-2005/06, 2010/11-2017/18).
- Mejor puesto Primera División:
  - Campeón de Apertura 2025
- Mejor puesto en Copa Argentina
  - Cuartos de final en 1970 y 2018.
- Máximo goleador: Daniel Vega (2002-2021 con 86 goles).
- Jugador con más partidos disputados: Enrique Topini (1959-1973 con 324 partidos).

### Ascensos y descensos
Era profesional
- Primera División (1.ª) a Primera B (2.ª) en 1955
- Primera B (2.ª) a Primera División (1.ª) en 1964
- Primera División (1.ª) a Primera B (2.ª) en 1971
- Primera B (2.ª) a Primera División (1.ª) en 1976
- Primera División (1.ª) a Primera B Nacional (2.ª) en 1998-99
- Primera B Nacional (2.ª) a Primera B (3.ª) en 2001-02
- Primera B (3.ª) a Primera B Nacional (2.ª) en 2005-06
- Primera B Nacional (2.ª) a Primera B (3.ª) en 2009-10
- Primera B (3.ª) a Primera B Nacional (2.ª) en 2017-18
- Primera Nacional (2.ª) a Primera División (1.ª) en 2020[67]

Otros datos:
- Es el último club fundador del profesionalismo, de los no denominados grandes, en descender: solo San Lorenzo, Racing, Huracán, River e Independiente descendieron después de Platense.

- Es el único club, de los no denominados grandes, en conseguir una Liguilla Pre-Libertadores Clasificación.

- Es el último club argentino en hacer debutar un jugador campeón del mundo con una selección ajena a la Argentina,[cita requerida] David Trezeguet para Francia.

- Es el club en cortar la racha invicta más amplia local de otro tras ganarle al A.C. Milan 3-2 en el San Siro en 1951.

- Es uno de los 15 clubes con más entradas vendidas en Primera División de la historia de Buenos Aires.

- Es el club más campeón de la no reconocida oficialmente Copa Buenos Aires.

- Es club fundador de la Primera División del Fútbol Argentino profesional.

- Es el decimoséptimo equipo con más años en la máxima categoría del país.

- Fue en los años 70 el club de los no denominados grandes, con más socios de Argentina, con 20 000.

- Es uno de los pocos clubes del fútbol argentino que supera en el historial de Primera División Profesional a una mayor cantidad de equipos de la que lo superan. Ganándole a 29, empatando con 10 y perdiendo con 26.

### Goleadas

#### A favor
Primera División de Argentina:
- 8-1 a Estudiantes BA en 1919.
- 8-2 a Gimnasia y Esgrima La Plata en 1935.
- 8-0 a Argentino (Q) en 1939.

Segunda División de Argentina:
- 7-0 a Almagro en 1956.
- 6-0 a Dock Sud en 1962.
- 4-0 a Ferro en 2000.

Tercera División de Argentina:
- 5-0 a Villa San Carlos en 2012.
- 4-0 a Tigre en 2003.
- 4-0 a Brown de Adrogué en 2005.

Copa de la Liga Profesional:
- 4-1 a Rosario Central en 2021.

#### En contra
Primera División de Argentina:
- 1-8 vs Quilmes en 1921.
- 1-7 vs Tigre en 1929.
- 1-11 vs Independiente en 1971.

Segunda División de Argentina:
- 1-6 vs Argentino (R) en 1999.
- 0-5 vs Atlético de Rafaela en 2002.
- 2-8 vs Deportivo Morón en 1965.

Tercera División de Argentina:
- 0-3 vs Talleres (RdE) en 2005.
- 0-3 vs Sportivo Italiano en 2005.
- 0-3 vs Nueva Chicago en 2012.

Copa Argentina:
- 1-6 vs Estudiantes de Caseros en 2013.

Copa de la Liga Profesional:
- 0-4 vs Tigre en 2022.

## Palmarés
| Nacional                                                 | Títulos        | Subcampeonatos          |
| -------------------------------------------------------- | -------------- | ----------------------- |
| Primera División de Argentina (1/1)                      | Apertura 2025. | 1916.                   |
| Copa de la Liga (0/1)                                    |                | 2023.                   |
| Copa de Honor (0/1)                                      |                | 1918.                   |
| Copa Escobar (0/1)                                       |                | 1943.                   |
| Trofeo de Campeones (0/0)                                |                |                         |
| Segunda División de Argentina (1/4)                      | 1976.          | 1912, 1957, 1962, 1964. |
| Copa de Competencia de Segunda División de la AAmF (1/0) | 1926.          |                         |
| Tercera División de Argentina (2/3)                      | 2006, 2018.    | 1924, 2005, 2013.       |
| Copa de Competencia de Tercera División de la AAmF (1/1) | 1924.          | 1920.                   |

- En el Metropolitano de 1967 alcanzó las semifinales del torneo, en donde cayó derrotado ante Estudiantes de La Plata.
- En el Campeonato de Primera División 1949, compartió el segundo puesto con River Plate, y posteriormente perdió un desempate por dicha posición.

## Fútbol femenino
- Campeonato de Fútbol Femenino de Reserva 2021.

## Baloncesto
| Caballeros - Liga Argentina de Básquet (Segunda división) (1) 2019 - Liga Amateur Argentina de Básquet (3) 1951, 1952, 1953 - Liga Amateur de Buenos Aires (18) - Primera "A" de Capital Federal (1): 2012 - Mejor equipo de la temporada regular (3): 2008, 2011, 2012 - Primera "B" de Capital Federal (1): 2007 - Mejor equipo de la temporada regular (4): 2001, 2003, 2006, 2007 - Primera "B" de Buenos Aires (1): 1972 - Primera "C" de Buenos Aires (1): 1968 | Damas - Liga Nacional de Básquet Femenino (5): 1990, 1994, 1998, 1999, 2000. - Subcampeón del Sudamericano Femenino de Clubes de Básquetbol (1): 1986. |